# N'ko (écriture)
Ne doit pas être confondu avec Nko.
Le n’ko, aussi écrit nko, est une écriture créée par Solomana Kante en 1949 comme système de transcription des langues mandingues en Afrique occidentale. Le mot n’ko signifie « je dis » dans toutes les langues mandingues.

## Histoire

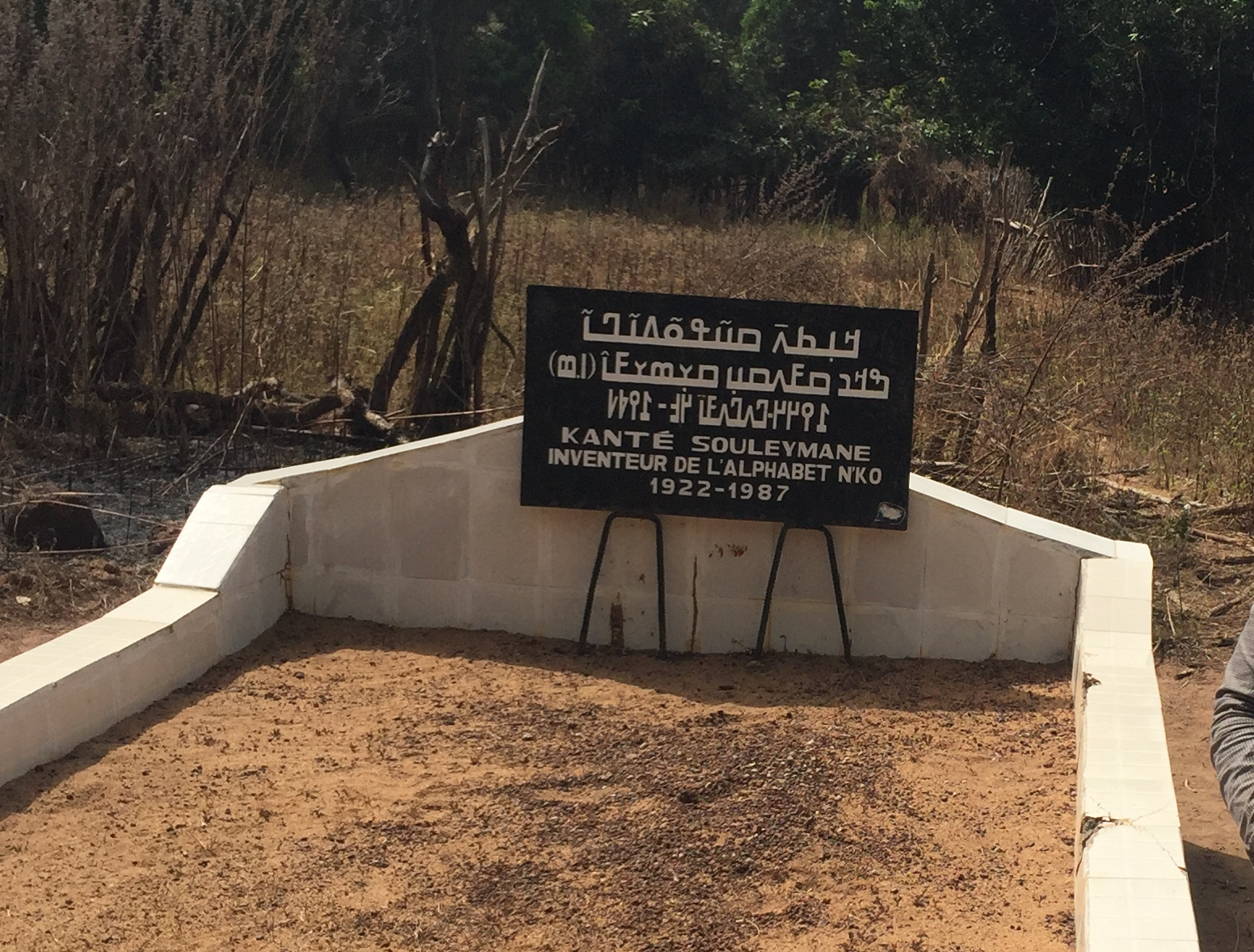
Tombe de Kanté Souleymane

Kante a créé le n’ko pour combler l'absence, selon lui, d'un système de transcription plus adapté aux sonorités propres aux langues mandingues que l’alphabet latin ou l’alphabet arabe.
Le n’ko a d’abord été utilisé à Kankan, en Guinée et s’est diffusé ensuite dans d’autres régions où l’on parle mandingue en Afrique occidentale.
Le sens d’écriture est de droite à gauche et l’alphabet comprend, outre 20 consonnes dont une syllabique, toutes les voyelles, au nombre de 7 ; il comprend également 8 signes diacritiques destinés à marquer les tons.
L’introduction de l’alphabet a entraîné un mouvement favorisant l’instruction dans l’alphabet de n’ko parmi l’élite des locuteurs des langues mandingues, aussi bien en Afrique occidentale, anglophone que francophone. L’instruction en n’ko a aidé à la formation d’une identité culturelle Malinké en Guinée, au Mali et a également renforcé l’identité linguistique mandingue dans d’autres régions de l’Afrique occidentale.

## L’écriture n’ko aujourd’hui
En 2005, l’écriture n’ko est principalement employée en Guinée, au Mali, au Sénégal, au Burkina Faso, mais aussi par une communauté malienne de langue Bambara qui fait partie de la même racine que le Malinké.
Les publications écrites en n’ko incluent une traduction du Coran et une de la Bible, des manuels pédagogiques sur des sujets tels que les sciences physiques, mathématiques et la géographie, les travaux poétiques et philosophiques, les descriptions de la médecine traditionnelle, un dictionnaire et plusieurs journaux locaux. La langue littéraire est un mélange des principales langues mandingues (qui sont mutuellement intelligibles), le maninka (ou malinké) se trouvant au centre géographique de l'aire mandingue, y tient cependant une place prépondérante.
Au moins au Mali, l’alphabet latin (accompagné d’indications phonétiques) reste le plus utilisé. Ceci pourrait être dû au fait que l’écriture n’ko n'est pas vraiment accessible sur support informatique, notamment dans le jeu de caractères Unicode, mais pourrait aussi être la conséquence d’un système d’éducation toujours très largement francophone, et à l’omniprésence générale de l’écriture en français.
L’initiative B@bel de l’UNESCO soutient l’ajout du n’ko à Unicode. En 2004, la proposition, présentée par trois professeurs de n’ko (Mamady Doumbouya, Baba Mamadi Diané et Karamo Kaba Jammeh) travaillant avec Michael Everson, a été approuvée par le groupe de travail SC2/GT2 de l’ISO. En 2006 le n’ko a été approuvé pour être inclus dans Unicode 5.0.
Pango 1.18 et GNOME 2.20 ont le support natif des langues n’ko. Une calculatrice en chiffres N'ko est disponible dans le magasin Apple, ainsi qu'une application pour courrier électronique en N'ko Triage-N'ko. Il existe aussi un clavier virtuel (virtual-keyboard-nko) sous Windows permettant de facilement saisir les caractères.

## L’alphabet

### Voyelles
| ô /ɔ/ | o /o/ | ou /u/ | è /ɛ/ | i /i/ | é /e/ | a /a/ |
| ߐ     | ߏ     | ߎ      | ߍ     | ߌ     | ߋ     | ߊ     |
|       |       |        |       |       |       |       |

### Consonnes
| ra /ɾa/ | da /da/ | tcha /t͡ʃa/ | dja /d͡ʒa/ | ta /ta/   | pa /pa/ | ba /ba/  |
| ߙ       | ߘ       | ߗ          | ߖ         | ߕ         | ߔ       | ߓ        |
|         |         |            |           |           |         |          |
| ma /ma/ | la /la/ | ka /ka/    | fa /fa/   | gba /ɡ͡ba/ | sa /sa/ | rra /ra/ |
| ߡ       | ߟ       | ߞ          | ߝ         | ߜ         | ߛ       | ߚ        |
|         |         |            |           |           |         |          |
| n' /n̩/  |         | ya /ja/    | wa /wa/   | ha /ha/   | na /na/ | nya /ɲa/ |
| ߒ       |         | ߦ          | ߥ         | ߤ         | ߣ       | ߢ        |
|         |         |            |           |           |         |          |

## Représentation informatique
La plage de caractères Unicode prévue pour le n’ko s'étend de U+07C0 à U+07FF.
| en fr  | 0 | 1 | 2 | 3 | 4 | 5 | 6 | 7 | 8 | 9 | A | B | C | D | E | F |
| ------ | - | - | - | - | - | - | - | - | - | - | - | - | - | - | - | - |
| U+07C0 | ߀ | ߁ | ߂ | ߃ | ߄ | ߅ | ߆ | ߇ | ߈ | ߉ | ߊ | ߋ | ߌ | ߍ | ߎ | ߏ |
| U+07D0 | ߐ | ߑ | ߒ | ߓ | ߔ | ߕ | ߖ | ߗ | ߘ | ߙ | ߚ | ߛ | ߜ | ߝ | ߞ | ߟ |
| U+07E0 | ߠ | ߡ | ߢ | ߣ | ߤ | ߥ | ߦ | ߧ | ߨ | ߩ | ߪ | ߊ߫ | ߊ߬ | ߊ߭ | ߊ߮ | ߊ߯ |
| U+07F0 | ߊ߰ | ߊ߱ | ߊ߲ | ߊ߳ | ߴ | ߵ | ߶ | ߷ | ߸ | ߹ | ߺ |   |   | ߊ߽ | ߾ | ߿ |

Voir aussi : Table des caractères Unicode/U07C0
Le code ISO 15924 du n’ko est Nkoo.